# Primelement
Ett primelement är ett element p ≠ 0, i en heltalsring, som inte är inverterbart och sådant att, om p är delare till a·b, så är p delare till a eller till b. I ringen av heltal Z, är primelementen identiska med primtalen. 
Generellt gäller,  att i en heltalsring är primelementen irreducibla. I en principalidealring, EF-ring och i en euklidisk ring sammanfaller primelementen med de irreducibla elementen.